# نشر (شهر)
نشر (به لاتین: Nesher؛ عبری: נֶשֶׁר) شهری در استان حیفای اسرائیل است. در سال ۲۰۱۶ جمعیت این شهر ۲۳٬۶۸۴ نفر بود.

## خواهرخوانده
شهر دورن خواهرخواندهٔ نشر است.